# Kilimatinde
Kilimatinde ist eine kleine Stadt in Tansania in der Region Singida im Manyoni Distrikt und Militärstation während der deutschen Kolonialzeit.

## Geografie
Kilimatinde liegt auf dem zentralen Hochland von Tansania in einer Höhe von 1085 Meter über dem Meer. Der Ort liegt auf einer Terrasse zwischen zwei jeweils circa 150 Meter hohen Bruchstufen des unmittelbar hier verlaufenden Ostafrikanischen Grabens.

## Geschichte
Der Ort wurde am 11. Januar 1895 durch Tom von Prince als Kolonialstation zur Sicherung der Karawanenstraße von Mpwapwa nach Tabora angelegt und ersetzte die 1892 geschaffene Station Unjangwira. Die Station wurde stark befestigt und war bis 1911 Hauptort des gleichnamigen Bezirks. Sie verfügte über eine Besatzung von 144 Mann, davon acht Deutsche, gestellt von der 4. Kompanie der Schutztruppe für Deutsch-Ostafrika und eine Postagentur. Der Bezirk Kilimatinde umfasste die Landschaften Ussandaui, Turu, Urimi, Wahumba, Mdaburu, Useke, Kanyenye und Ngambwa. In dem Bezirk ihm lebten 1903 23 Europäer. Von Juli 1906 bis etwa April 1907 wurde die Station von August Fonck geleitet.
Ab 1911 war Kilimatinde Nebenstelle des neuen Bezirksamts in Dodoma unter militärischer Verwaltung. Am 1. April 1912 wurde auch die Nebenstelle aufgehoben. Der Ort blieb aber weiterhin Garnisonsstandort der Schutztruppe.
Mittlerweile hat Manyoni, die etwa 15 Kilometer westlich gelegene Bezirkshauptstadt, Kilimatinde den Rang abgelaufen.
Die Stadt hatte 2002 5663 Einwohner.